# Premio O. Henry
El Premio O. Henry ("O. Henry Award") constituye uno de los galardones literarios más importantes de los que se conceden en Estados Unidos. Van dirigidos cada año a cuentos o relatos breves de elevado mérito. Deben su nombre al maestro estadounidense del género, O. Henry (pseudónimo de William Sydney Porter, 1862 — 1910). Fueron concedidos por primera vez en 1919.
Cada año se publica el “O. Henry Prize Stories”, libro de relatos que reúne las 20 mejores historias del periodo y que se publica en revistas en lengua inglesa de Estados Unidos y Canadá. Esta colección, iniciada en 2003, se dedica al escritor que haya realizado la mejor contribución al arte del cuento. En dicho año se concedió a Mavis Gallant, escritora canadiense que reside en París, Francia.
Este premio lo han recibido, entre otros, los escritores William Faulkner, Dorothy Parker, Flannery O'Connor, John Updike, Truman Capote, Raymond Carver, Saul Bellow, e incluso el cineasta Woody Allen.

## Ganadores
2019
- Tessa Hadley : "Funny Little Snake" en The New Yorker
- Rachel Kondo : "Girl of Few Seasons" en Ploughshares
- Weike Wang : "Omakase" en The New Yorker

2018
- Jo Ann Beard : "La tumba de la lucha libre" en Tin House
- Marjorie Celona : "Counterblast" en The Southern Review

2017
- Michelle Huneven : "Demasiado bueno para ser verdad" en Harper's
- Amit Majmudar : "Vidas secretas de los detenidos" en The Kenyon Review
- Fiona McFarlane : "Buttony" en The New Yorker

2016
- Elizabeth Genovise : "Iris" en Cimarron Review
- Asako Serizawa : "Train to Harbin" en The Hudson Review
- Frederic Tuten : "Invierno de 1965" en BOMB

2015
- Elizabeth McCracken : "Birdsong from the Radio" en Zoetrope: All-Story
- Christopher Merkner : "Cabañas" en zonas subtropicales
- Dina Nayeri : "Un viaje fuera de Phrao" en The Alaska Quarterly Review

2014
- Mark Haddon : "La pistola" en Granta
- Kristen Iskandrian : "Los herederos" en Tin House
- Laura van den Berg : "Opa-locka" en The Southern Review

2013
- Andrea Barrett : "Las partículas" en Tin House
- Deborah Eisenberg : "Tu pato es mi pato" en Fence
- Kelly Link : "La gente del verano" en Tin House

2012
- Yiyun Li : "Bondad" en un espacio público
- Alice Munro : "Corrie" en The New Yorker

2011
- Lynn Freed : "Sunshine" en Narrative Magazine
- Matthew Neill Null : "Algo sin lo que no puedes vivir" en Oxford American
- Jim Shepard : "Tu destino se precipita hacia ti" en Literatura eléctrica

2010
- James Lasdun : "Oh, Death" en The Paris Review , primavera de 2009
- Daniyal Mueenuddin : "A Spoiled Man" en The New Yorker , 15 de septiembre de 2008
- William Trevor : "La mujer de la casa" en The New Yorker , 15 de diciembre de 2008

2009
- Junot Díaz : "Wildwood" en The New Yorker
- Graham Joyce : "Un soldado ordinario de la reina" en The Paris Review

2008
- Alice Munro : "¿Para qué quieres saber?" en The American Scholar
- William Trevor : "Folie a Deux" en The New Yorker
- Alexi Zentner : "Touch" en Tin House

2007
- Eddie Chuculate : "Galveston Bay, 1826" en Manoa , invierno de 2004
- William Trevor : "The Room" en The New Yorker , 16 de mayo de 2005

2006
- Deborah Eisenberg : "Ventana" en Tin House , primavera de 2004
- Edward P. Jones : "Old Boys, Old Girls" en The New Yorker , 3 de mayo de 2004
- Alice Munro : "Passion" en The New Yorker , 22 de marzo de 2004

2005
- Sherman Alexie : "What You Pawn I Will Redeem" en The New Yorker , 21 de abril de 2003
- Ruth Prawer Jhabvala : "Refugio en Londres" en Zoetrope , invierno de 2003
- Elizabeth Stuckey-French : "Mudlavia" en The Atlantic Monthly , septiembre de 2003

2004
- No hubo entrega

2003
- Denis Johnson: "Train Dreams" in the Paris Review, Summer 2002
- A. S. Byatt: "The Thing in the Forest" in The New Yorker, 3 de junio de 2002

2002
- Kevin Brockmeier: "The Ceiling” in McSweeney's, n.º 7

2001
- Mary Swan: "The Deep” in The Malahat Review, n.º 131

2000
- John Edgar Wideman: "Weight” in The Callaloo Journal, Vol. 22, n.º 3

1999
- Peter Baida: "A Nurse's Story” in The Gettysburg Review, Vol. 13, n.º 3

1998
- Lorrie Moore: "People Like That Are the Only People Here” in The New Yorker, 27 de enero de 1997

1997
- Mary Gordon: "City Life” in Ploughshares, Vol. 22, n.º 1

1996
- Stephen King: "The Man in the Black Suit” in The New Yorker, 31 de octubre de 1994

1995
- Cornelia Nixon: "The Women Come and Go” in New England Review, Spring 1994

1994
- Alison Baker: "Better Be Ready 'Bout Half Past Eight” in The Atlantic Monthly, January 1993

1993
- Thom Jones: "The Pugilist at Rest” in The New Yorker, 2 de diciembre de 1991

1992
- Cynthia Ozick: "Puttermesser Paired” in The New Yorker, 8 de octubre de 1990

1991
- John Updike: "A Sandstone Farmhouse” in The New Yorker, 11 de junio de 1990

1990
- Leo E. Litwak: "The Eleventh Edition” in TriQuarterly, n.º 74, Winter 1989

1989
- Ernest J. Finney: "Peacocks” in The Sewanee Review, Winter 1988

1988
- Raymond Carver: "Errand” in The New Yorker, 1 de junio de 1987

1987
- Louise Erdrich: "Fleur” in Esquire, August 1986
- Joyce Johnson: "The Children's Wing” in Harper's Magazine, July 1986

1986
- Alice Walker: "Kindred Spirits” in Esquire, August 1985

1985
- Stuart Dybek: "Hot Ice” in Antaeus Magazine
- Jane Smiley: "Lily” in The Atlantic Monthly

1984
- Cynthia Ozick: "Rosa” in The New Yorker, 21 de marzo de 1983

1983
- Raymond Carver: "A Small, Good Thing” in Ploughshares, Vol. 8, Nos. 2 & 3

1982
- Susan Kenney: "Facing Front” in Epoch Magazine, Winter 1980

1981
- Cynthia Ozick: "The Shawl” in The New Yorker, 26 de mayo de 1980

1980
- Saul Bellow: "A Silver Dish” in The New Yorker, 25 de septiembre de 1978

1979
- Gordon Weaver: "Getting Serious” in The Sewanee Review, Fall 1977

1978
- Woody Allen: "The Kugelmass Episode” in The New Yorker, 2 de mayo de 1977

1977
- Shirley Hazzard: "A Long Story Short” in The New Yorker, 26 de julio de 1976
- Ella Leffland: "Last Courtesies” in Harper's Magazine, July 1976

1976
- Harold Brodkey: "His Son in His Arms, in Light, Aloft” in Esquire, August 1975

1975
- Harold Brodkey: "A Story in an Almost Classical Mode” in The New Yorker, 17 de septiembre de 1973
- Cynthia Ozick: "Usurpation (Other People's Stories)” in Esquire, May 1974

1974
- Renata Adler: "Brownstone” in The New Yorker, 27 de enero de 1973

1973
- Joyce Carol Oates: "The Dead” in McCall's, July 1971

1972
- John Batki: "Strange-Dreaming Charlie, Cow-Eyed Charlie” in The New Yorker, 20 de marzo de 1971

1971
- Florence M. Hecht: "Twin Bed Bridge” in The Atlantic Monthly, May 1970

1970
- Robert Hemenway: "The Girl Who Sang with the Beatles” in The New Yorker, 11 de enero de 1969

1969
- Bernard Malamud: "Man in the Drawer” in The Atlantic, April 1968

1968
- Eudora Welty: "The Demonstrators” in The New Yorker, 26 de noviembre de 1966

1967
- Joyce Carol Oates: "In the Region of Ice” in The Atlantic Monthly, August 1966

1966
- John Updike: "The Bulgarian Poetess” in The New Yorker, 13 de marzo de 1965

1965
- Flannery O'Connor: "Revelation” in Sewanee Review, Spring 1964

1964
- John Cheever: "The Embarkment for Cythera” in The New Yorker, 3 de noviembre de 1962

1963
- Flannery O'Connor: "Everything That Rises Must Converge” in New World Writing

1962
- Katherine Anne Porter: "Holiday” in The Atlantic Monthly, December

1960
1961
- Tillie Olsen: "Tell Me a Riddle” in New World Writing, n.º 16

1960
- Lawrence Sargent Hall: "The Ledge” in The Hudson Review, Winter, 1958-59

1959
- Peter Taylor: "Venus, Cupid, Folly and Time” in The Kenyon Review

1958
- Martha Gellhorn: "In Sickness as in Health” in The Atlantic Monthly

1957
- Flannery O'Connor: "Greenleaf” in The Kenyon Review

1956
- John Cheever: "The Country Husband” in The New Yorker

1955
- Jean Stafford: "In the Zoo” in The New Yorker

1954
- Thomas Mabry: "The Indian Feather” in The Sewanee Review

1951
- Harris Downey: "The Hunters” in Epoch Magazine

1950
- Wallace Stegner: "The Blue-Winged Teal” in Harper's Magazine

1949
- William Faulkner: "A Courtship” in The Sewanee Review

1948
- Truman Capote: "Shut a Final Door” in The Atlantic Monthly

1947
- John Bell Clayton: "The White Circle” in Harper's Magazine

1946
- John Mayo Goss: "Bird Song” in The Atlantic Monthly

1945
- Walter Van Tilburg Clark: "The Wind and the Snow of Winter” in The Yale Review

1944
- Irwin Shaw: "Walking Wounded” in The New Yorker

1943
- Eudora Welty: "Livvie is Back” in The Atlantic Monthly

1942
- Eudora Welty: "The Wide Net” in Harper's Magazine

1941
- Kay Boyle: "Defeat” in The New Yorker

1940
- Stephen Vincent Benét: "Freedom's a Hard-Bought Thing” in The Saturday Evening Post

1939
- William Faulkner: "Barn Burning” in Harper's Magazine

1938
- Albert Maltz: "The Happiest Man on Earth” in Harper's Magazine

1937
- Stephen Vincent Benét: "The Devil and Daniel Webster” in The Saturday Evening Post

1936
- James Gould Cozzens: "Total Stranger” in Saturday Evening Post, 15 de febrero de 1936

1935
- Kay Boyle: "The White Horses of Vienna” in Harper's Magazine

1934
- Louis Paul: "No More Trouble for Jedwick” in Esquire

1933
- Marjorie Kinnan Rawlings: "Gal Young Un” in Harper's Magazine, June & July 1932

1932
- Stephen Vincent Benét: "An End to Dreams” in Pictorial Review, February 1932

1931
- Wilbur Daniel Steele: "Can't Cross Jordan by Myself” in Pictorial Review

1930
- W. R. Burnett: "Dressing-Up” in Harper's Magazine, November 1929
- William H. John: "Neither Jew nor Greek” in Century Magazine, August 1929

1929
- Dorothy Parker: "Big Blonde” in Bookman Magazine, February 1929

1928
- Walter Duranty: "The Parrot” in Redbook Magazine, March 1928

1927
- Roarke Bradford: "Child of God” in Harper's Magazine, April 1927

1926
- Wilbur Daniel Steele: "Bubbles” in Harper's Magazine

1925
- Julian Street: "Mr. Bisbee's Princess” in Redbook, May 1925

1924
- Inez Haynes Irwin: "The Spring Flight” in McCall's Magazine, June 1924

1923
- Edgar Valentine Smith: "Prelude” in Harper's Magazine, May 1923

1922
- Irvin S. Cobb: "Snake Doctor” in Cosmopolitan Magazine, November 1922

1921
- Edison Marshall: "The Heart of Little Shikara” in Everybody's Magazine, January 1921

1920
- Maxwell Struthers Burt: "Each in His Generation” in Scribner's Magazine, July 1920

1919
- Margaret Prescott Montague: "England to America” in The Atlantic Monthly, September 1918